# Fuinhas
Fuinhas est une freguesia portugaise située dans le District de Guarda.

## Histoire
Fuinhas fut créé en 1527. L’ancien nom de ce village est Funha.

## Localisation
Latitude (DMS) 40° 40' 60N

Longitude (DMS) 7° 27' 0W

Altitude 467 mètres
Au Portugal il y a un massif montagneux qui s'appelle Serra da Estrela (Massif de l'Étoile). Fuinhas est au pied de cette montagne.
Fait partie du districte de Guarda, du conseil de Fornos de Algodres.

## Démographie
Il y a environ 200 habitants, pour une densité de 17,8 hab/km2. L'été bon nombre d'émigrants viennent des quatre coins du monde : France, Brésil, États-Unis, Allemagne, etc.

## Mode de vie
Les gens qui y vivent sont essentiellement des ouvriers et des agriculteurs. Ils y cultivent des pommes de terre et quelques-uns exploitent des oliveraies et des forêts de pins. La spécificité est l'appartenance à une AOC d'un fromage de brebis et de vin rouge.